# Спеккья
Спеккья (итал. Specchia) — коммуна в Италии, располагается в регионе Апулия, в провинции Лечче.
Население составляет 4971 человек (2008 г.), плотность населения составляет 199 чел./км². Занимает площадь 25 км². Почтовый индекс — 73040. Телефонный код — 0833.
Покровителем коммуны почитается святитель Николай Мирликийский, празднование во второе воскресение мая.

## Демография
Динамика населения:

## Администрация коммуны
- Официальный сайт: http://www.comune.specchia.lecce.it/